# Assiniboine River

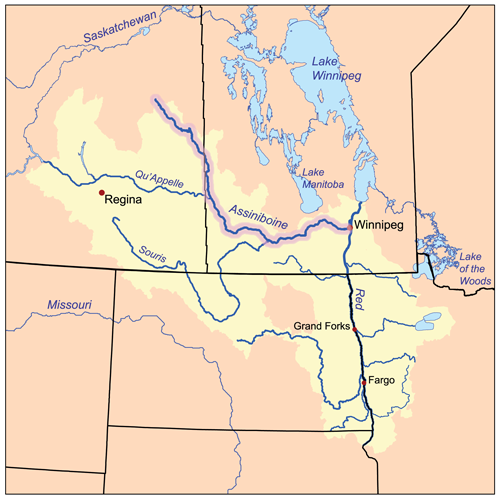
Assiniboine River med bifloderna Souris och Qu'Appelle River som samtliga ligger i avrinningsområdet för Red River of the North.

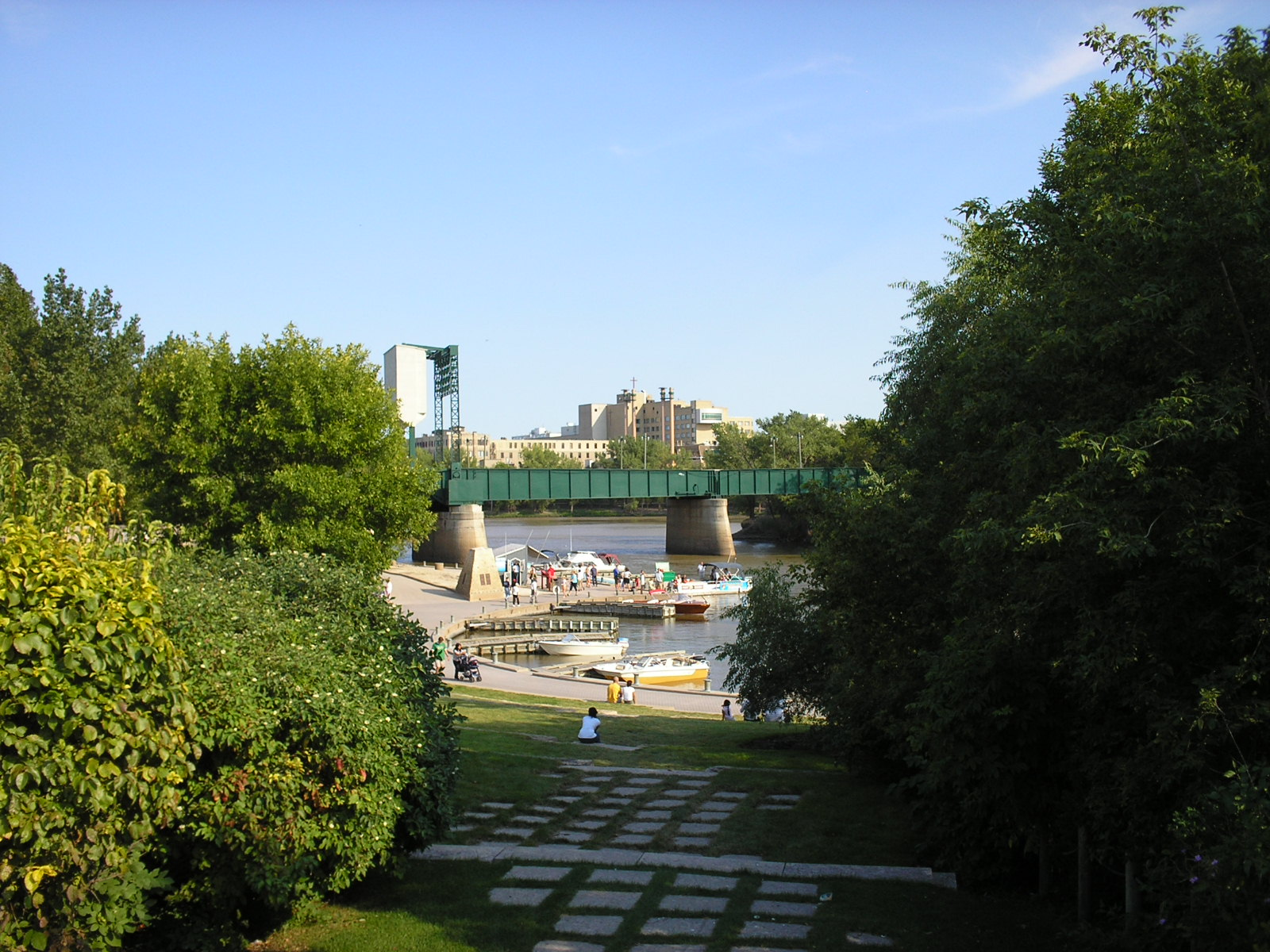
Föreningen av Red och Assiniboine River i Winnipeg.

Assiniboine River är en 1070 km lång flod i västra Kanada. Den är biflod till Red River som den når vid Winnipeg. En del av flodens vatten går dock numera ut i Lake Manitoba, på grund av den stora dammen i Shellmouth som byggdes 1967. Man blev då tvungen att gräva en kanal för att avleda en del av vattnet till Lake Manitoba och den anläggningen blev klar 1970.
Viktiga bifloder till Assiniboine River är Souris River, Birdtail River och Qu'Appelle River.
Floden har fått sitt namn efter Assiniboinerna, områdets ursprungsbefolkning.